# Sepeko
Sepeko è una circoscrizione rurale (rural ward) della Tanzania situata nel distretto di Monduli, regione di Arusha. Conta una popolazione di 16 720 abitanti (censimento 2012).